# Jærens Rev
Jærens Rev (das Riff von Jæren) ist eine langgestreckte, teilweise steinige Sandbank vor der Südwestküste Norwegens südwestlich von Stavanger. Sie befindet sich im äußersten Westen der Landschaft Jæren und der Kommune Klepp in der Provinz (Fylke) Rogaland. Andere Bezeichnungen sind Jaerens Rev, Jærenrev/Jaerenrev, Jæderens Rev/Jaederens Rev sowie Jæderenspynt/Jaederenspynt.

## Das Riff

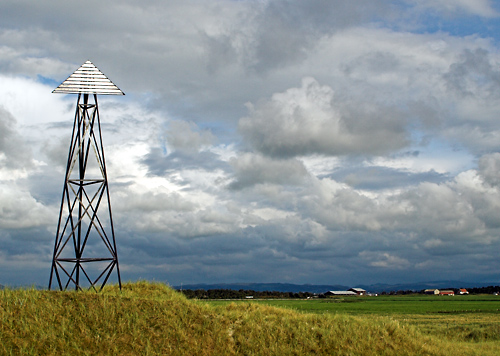
Jærens Rev Bake auf Revtangen

Die Untiefe erstreckt sich vor der Landspitze Revtangen, dem westlichsten Punkt von Jæren, nahezu 2 Seemeilen nach Westen. Sie ist sehr flach: am Klausgrunnen, etwa 1,5 sm vor der Küste, beträgt die Wassertiefe noch immer lediglich 3,5 m. Zum sicheren Umfahren liegt eine Leuchttonne etwa 1,8 sm vor der Küste am westlichen Ende der Untiefe etwa auf Position 58° 45′ N, 5° 26′ O. Ebenfalls der Navigationshilfe dient eine im Jahre 2004 errichtete 16,5 m hohe, stählerne Bake auf Revtangen; ihr Toppzeichen hat eine Seitenlänge von vier Metern. Etwa 6 sm weiter nordnordöstlich steht auf der kleinen Schäre Feistein der Leuchtturm Feistein fyr.
Jærens Rev war Schauplatz vieler Schiffswracks, und von 1852 bis 1993 bestand daher eine Seenotrettungsstation bei Reve nördlich von Revtangen.

## Vogelwarte Revtangen
Jærens Rev, Revtangen, die langen Sandstrände beiderseits von Revtangen und der unweit hinter der Küste liegende See Orrevatn werden von vielen Watvögeln frequentiert, und das Stavanger Naturgeschichtliche Museum (Stavanger naturhistoriske museum), ein Zweig des Stavanger Museums, richtete daher bereits im Jahre 1937 eine Vogelwarte auf Revtangen ein, die erste Einrichtung dieser Art in den nordischen Ländern. Als die norwegische Luftwaffe Teile des Geländes in den 1950er Jahren als Zielgebiet für Bombenabwürfe und Bordwaffenbeschuss in Besitz nahm, wurde die Vogelwarte im Herbst 1954 etwa 1,5 km weiter nach Nordosten in die Nähe der Bauernhöfe von Reve verlegt, wo sie sich auch heute noch befindet. Dort werden jährlich zwischen 6.000 und 12.000 Wat- und Sperlingsvögel gefangen, beringt und dann wieder freigelassen. Nahezu 300 verschiedene Vogelarten sind bisher dort beobachtet worden.
Koordinaten: 58° 45′ 0″ N, 5° 29′ 6″ O